# Rivière Villemontel
Pour les articles homonymes, voir Villemontel.
La rivière Villemontel est un affluent de la rivière Kinojévis, coulant dans les municipalités de Launay, Trécesson, Sainte-Gertrude-Manneville et Preissac, dans la municipalité régionale de comté (MRC) de Abitibi, dans la région administrative de l’Abitibi-Témiscamingue, au Québec, au Canada.
La foresterie et l’agriculture s’avèrent les principales activités économiques du secteur.
Le cours de la rivière Villemontel est accessible par la route 111, la route 395 et les routes des divers rangs de ce secteur.
Annuellement, la surface de la rivière est généralement gelée de la mi-novembre à la fin avril, néanmoins, la période de circulation sécuritaire sur la glace est habituellement de la mi-décembre à la mi-avril.

## Géographie

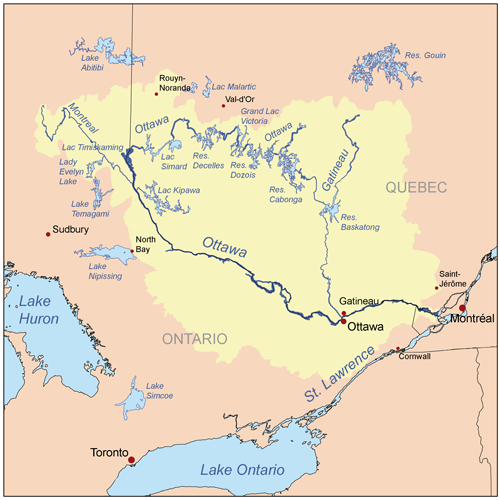
Bassin hydrographique de la rivière des Outaouais.

Les bassins versants voisins de la rivière Villemontel sont :
- côté nord : rivière Chevalier, rivière Dalquier, rivière Chicobi, rivière Davy, rivière Harricana ;
- côté est : rivière Harricana, lac La Motte, rivière Chevallier ;
- côté sud : rivière Kinojévis, lac Preissac, lac Fontbonne, lac Chassignolle ;
- côté ouest : lac Loïs, rivière Bellefeuille, Petite rivière Bellefeuille.

La rivière Villemontel prend sa source de ruisseaux agricoles situé au nord-est du parc national d'Aiguebelle, soit à :
- à l'est du centre du village de Launay ;
- au sud du chemin de fer du Canadien National ;
- au nord-ouest de la confluence de la rivière Villemontel avec la rivière Kinojévis ;
- à l'ouest du centre-ville d’Amos ;
- au nord-est du centre-ville de Rouyn-Noranda ;
- au nord de la confluence de la rivière Kinojévis avec la rivière des Outaouais.

À partir de sa source, la rivière Villemontel coule sur environ 76 km selon les segments suivants :
Partie supérieure de la rivière Villemontel
- vers le sud-ouest en recueillant plusieurs ruisseaux (venant du nord), jusqu’à une route ;
- vers le sud-ouest, jusqu’à la route la route des 4e et 5e rang ;
- vers l'est en recueillant le ruisseau Labretèche, jusqu’au ruisseau Binet (venant du sud-est) ;
- vers le nord presque jusqu’à la route 101, vers le sud-est en entrant dans Trécesson jusqu’au ruisseau Pandini (venant du nord), puis vers le sud jusqu’au chemin du 3e rang ;
- vers le sud en coupant le chemin du 1re Rang, puis en formant une grande boucle vers le sud pour recueillir le ruisseau Martel, jusqu’au chemin du 1re rang ;

Partie inférieure de la rivière Villemontel
- vers le sud-est en coupant le chemin Traverse de Villemontel (sens nord-sud), en recueillant le ruisseau Bouchard (venant du nord), jusqu’au chemin du 8e et 9e rang Ouest ;
- vers le sud-est en coupant une route de campagne, en formant un crochet pour recueillir le ruisseau Trudel (venant du nord) et en entrant dans Sainte-Gertrude-Manneville et, jusqu’à la route 395 qu’elle coupe à l'est du centre du village de Sainte-Gertrude-Manneville ;
- vers le sud en zones agricoles et forestières, en formant un S, jusqu’au chemin du 4e et 5e rang ;
- vers le sud, en formant une grande boucle vers l'est pour recueillir les ruisseaux Eymard et Grandière, jusqu’à son embouchure[2].

La rivière Villemontel se déverse dans un coude de rivière sur la rive nord-est de la rivière Kinojévis. De là, le courant de la rivière Kinojévis coule à priori vers l'ouest puis coule généralement vers le sud et le sud-est, en traversant les lacs Vallet, le Routier et le Kinojévis. Puis le courant continue vers le sud-est jusqu’à se déverser sur la rive nord de la rivière des Outaouais.

## Toponymie
Le toponyme rivière Villemontel a été officialisé le 5 décembre 1968 à la Commission de toponymie, soit lors de sa création. La rivière Villemontel traverse le canton du même nom à propos duquel la Commission de toponymie écrit : « On a attribué cette appellation en l'honneur de Jean-Baptiste de Rieges de Villemontes, connu sous le nom « Villemontel » capitaine de la compagnie de Villemontes au régiment de Berry de l'armée de Montcalm. »